# 柏矢町站
柏矢町站（日语：／ Hakuyachō eki */?）是位於長野縣安曇野市穗高柏原，東日本旅客鐵道（JR東日本）的大糸線車站。車站編號是33。
車站名稱取自周邊的地名柏原和矢原合而為一。

## 歷史
- 1915年（大正4年）
  - 6月1日：信濃鐵道（日语：信濃鉄道） 豐科站至此站之間開通，此站啟用[2]。為旅客和貨物車站。
  - 7月15日：此站至穗高站之間開通，此站啟用[4]。
- 1926年（大正15年）1月8日：信濃鐵道全線電氣化，旅客列車使用電動列車[2]。
- 1937年（昭和12年）6月1日：信濃鐵道被國有化，成為大糸南線[5]。
- 1957年（昭和32年）8月15日：中土站至小瀧站之間開通，全線開通並改名為大糸線[2]。
- 1960年（昭和35年）9月：松本站至信濃大町站之間的貨物列車電氣化[6]。
- 1987年（昭和62年）4月1日：伴隨國鐵分割民營化，車站由東日本旅客鐵道（JR東日本）營運[7][8]。

## 車站構造
車站是一座地面車站，設有1面1線單式月台，不可進行列車交會。曾經此設有貨物線，共有1面2線的島式月台。現時貨物線的遺蹟變成為站前停車場。在2009年，月台加設上蓋。
此站是由豐科站管理的簡易委託車站，委托安曇野市負責車站業務，設有POS終端。

## 使用狀況
根據「JR東日本」資料，在2019年度（令和元年度）的1日平均乘車人次為519人。
以下為近年乘車人次變化：
| 乘車人次變化       | 乘車人次變化     | 乘車人次變化    |
| 年度               | 1日平均 乘車人次 | 參考資料        |
| ------------------ | ---------------- | --------------- |
| 2000年（平成12年） | 518              | [ 利用客数 2 ]  |
| 2001年（平成13年） | 517              | [ 利用客数 3 ]  |
| 2002年（平成14年） | 507              | [ 利用客数 4 ]  |
| 2003年（平成15年） | 508              | [ 利用客数 5 ]  |
| 2004年（平成16年） | 511              | [ 利用客数 6 ]  |
| 2005年（平成17年） | 511              | [ 利用客数 7 ]  |
| 2006年（平成18年） | 497              | [ 利用客数 8 ]  |
| 2007年（平成19年） | 511              | [ 利用客数 9 ]  |
| 2008年（平成20年） | 518              | [ 利用客数 10 ] |
| 2009年（平成21年） | 517              | [ 利用客数 11 ] |
| 2010年（平成22年） | 527              | [ 利用客数 12 ] |
| 2011年（平成23年） | 537              | [ 利用客数 13 ] |
| 2012年（平成24年） | 520              | [ 利用客数 14 ] |
| 2013年（平成25年） | 532              | [ 利用客数 15 ] |
| 2014年（平成26年） | 512              | [ 利用客数 16 ] |
| 2015年（平成27年） | 521              | [ 利用客数 17 ] |
| 2016年（平成28年） | 521              | [ 利用客数 18 ] |
| 2017年（平成29年） | 507              | [ 利用客数 19 ] |
| 2018年（平成30年） | 506              | [ 利用客数 20 ] |
| 2019年（令和元年） | 519              | [ 利用客数 1 ]  |

## 車站周邊
車站對出設有的士等候處。站前設有商店和許多住宅。
- 南安的士（日语：南安タクシー）柏矢町營業所
- 國道147號（日语：国道147号）
- 長野縣道309號塚原穂高停車場線（日语：長野県道309号塚原穂高停車場線）
- 矢原堰（日语：矢原堰）
- 安曇野之購物廣場

## 相鄰車站
東日本旅客鐵道（JR東日本）
■大糸線
□快速（只有上行1班）、■普通
豐科（34）－柏矢町（33）－穗高（32）

## 注腳

### 使用狀況
1. 1 2  各駅の乗車人員（2019年度） （页面存档备份，存于）（日語） - 東日本旅客鐵道
2. ↑  各駅の乗車人員（2000年度） （页面存档备份，存于）（日語） - 東日本旅客鐵道
3. ↑  各駅の乗車人員（2001年度） （页面存档备份，存于）（日語） - 東日本旅客鐵道
4. ↑  各駅の乗車人員（2002年度） （页面存档备份，存于）（日語） - 東日本旅客鐵道
5. ↑  各駅の乗車人員（2003年度） （页面存档备份，存于）（日語） - 東日本旅客鐵道
6. ↑  各駅の乗車人員（2004年度） （页面存档备份，存于）（日語） - 東日本旅客鐵道
7. ↑  各駅の乗車人員（2005年度） （页面存档备份，存于）（日語） - 東日本旅客鐵道
8. ↑  各駅の乗車人員（2006年度） （页面存档备份，存于）（日語） - 東日本旅客鐵道
9. ↑  各駅の乗車人員（2007年度） （页面存档备份，存于）（日語） - 東日本旅客鐵道
10. ↑  各駅の乗車人員（2008年度） （页面存档备份，存于）（日語） - 東日本旅客鐵道
11. ↑  各駅の乗車人員（2009年度） （页面存档备份，存于）（日語） - 東日本旅客鐵道
12. ↑  各駅の乗車人員（2010年度） （页面存档备份，存于）（日語） - 東日本旅客鐵道
13. ↑  各駅の乗車人員（2011年度） （页面存档备份，存于）（日語） - 東日本旅客鐵道
14. ↑  各駅の乗車人員（2012年度） （页面存档备份，存于）（日語） - 東日本旅客鐵道
15. ↑  各駅の乗車人員（2013年度） （页面存档备份，存于）（日語） - 東日本旅客鐵道
16. ↑  各駅の乗車人員（2014年度） （页面存档备份，存于）（日語） - 東日本旅客鐵道
17. ↑  各駅の乗車人員（2015年度） （页面存档备份，存于）（日語） - 東日本旅客鐵道
18. ↑  各駅の乗車人員（2016年度） （页面存档备份，存于）（日語） - 東日本旅客鐵道
19. ↑  各駅の乗車人員（2017年度） （页面存档备份，存于）（日語） - 東日本旅客鐵道
20. ↑  各駅の乗車人員（2018年度） （页面存档备份，存于）（日語） - 東日本旅客鐵道

## 外部連結
- 車站資訊（柏矢町）：東日本旅客鐵道（日語）